# Asamblea Nacional (Tanzania)
La Asamblea Nacional de Tanzania (en suajili Bunge la Tanzania) es la cámara baja del parlamento de Tanzania. Junto al Presidente de la República conforman el Parlamento de Tanzania. La actual Presidenta de la Asamblea Nacional es Tulia Ackson, quien preside una asamblea unicameral de 393 miembros.

## Historia
La Asamblea Nacional de Tanzania se constituyó como el Consejo Legislativo de Tanzania Continental, el entonces conocido como Tanganyika en 1926. El Consejo se constituyó en virtud de una ley promulgada por el Parlamento británico, denominada Orden y Consejo del Consejo Legislativo de Tanganyika. La ley se publicó en el Boletín Oficial de Tanganyika el 18 de junio de 1926. El Consejo estaba compuesto por 20 miembros cuando se constituyó el 7 de diciembre de 1926, bajo la presidencia del gobernador de Tanganyika, Sir Donald Cameron.
El primer Presidente fue designado para reemplazar al Gobernador como Presidente del Consejo en 1953. El cargo de Presidente fue ocupado por primera vez el 1 de noviembre de 1953.
En 1958, el Consejo obtuvo algunos representantes electos por primera vez. Estas fueron las primeras elecciones permitidas en la colonia. De los tres partidos políticos que participaron en las elecciones, a saber, la Unión Africana de Tanganyika (TANU), el Partido Unido de Tanganyika (UTP) y el Congreso Nacional Africano (ANC), solo el TANU ganó en algunas circunscripciones, convirtiéndose así en el primer partido en tener representantes electos en el Consejo.
En 1960 se celebraron segundas elecciones para los cargos del Consejo. Estas elecciones formaron parte de los preparativos para convertir Tanganyika en un país independiente. Todos los miembros nombrados por el Gobernador fueron abolidos y se permitió a los habitantes de Tanganyika elegir a todos los miembros del Consejo.
Ese mismo año, el nombre del Consejo se cambió a Asamblea Legislativa. Los cambios realizados ese año fueron constitucionalmente necesarios para que el Presidente de Tanganyika pudiera sancionar todas las leyes aprobadas en lugar de la Reina del Reino Unido.

## Mandato
El Parlamento, la Asamblea Nacional y el Presidente de la República Unida obtiene su mandato y funciones del Capítulo 3 de la Constitución de la República Unida de Tanzania. La Constitución contiene artículos que regulan el establecimiento, la composición y las funciones del Parlamento.

## Funciones
El Parlamento tiene competencias para abordar asuntos, tanto comunitarios como no comunitarios, que no son competencia del Gobierno de Zanzíbar. También es responsable de debatir proyectos de ley y aprobar leyes. También supervisa las acciones del poder ejecutivo del Gobierno de Tanzania.

## Composición

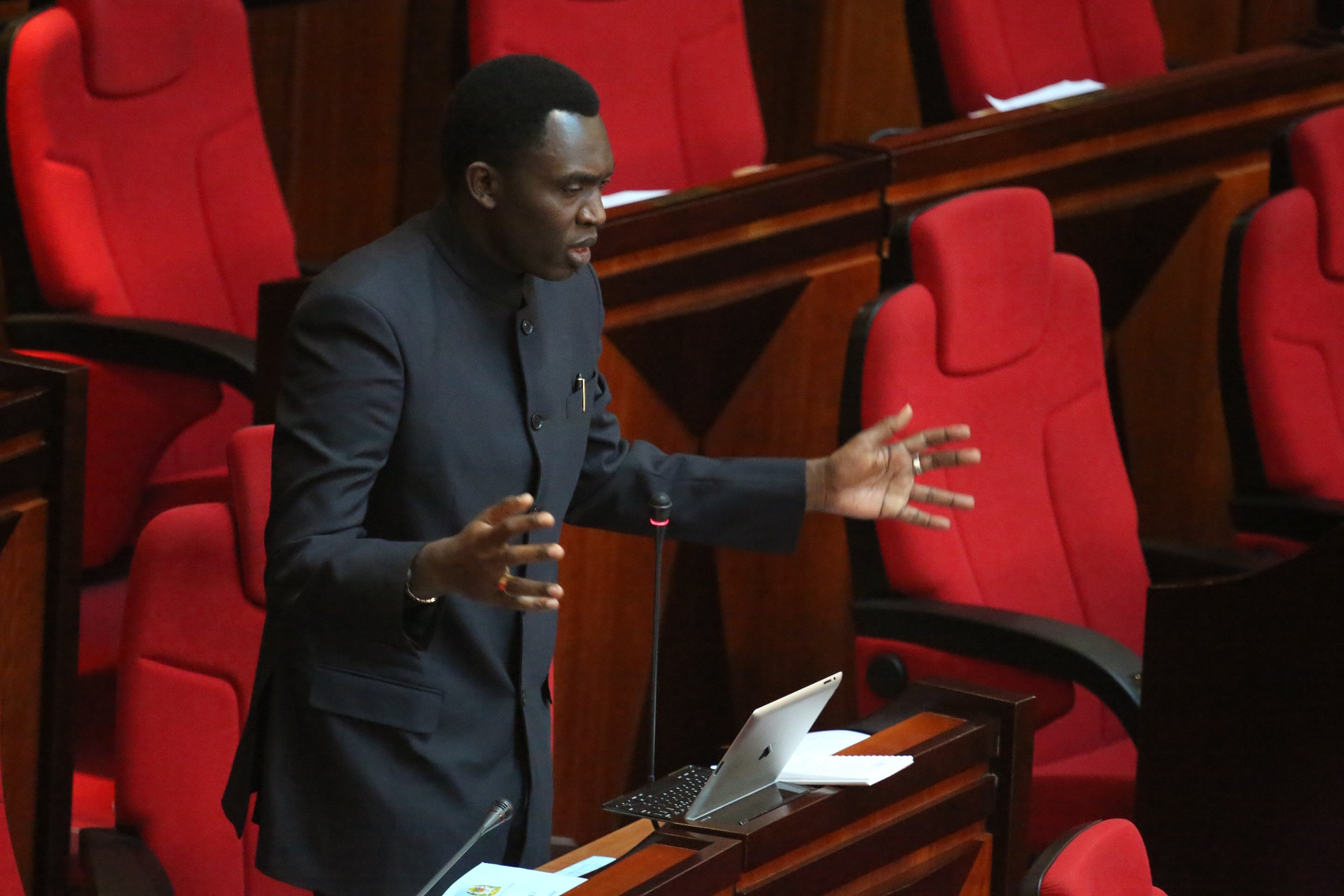
Hamisi Kigwangalla dirigiéndose al parlamento

El artículo 66 de la Constitución de la República Unidad de Tanzania describe las siguientes categorías de los miembros de la Asamblea Nacional: 
| Tipo                                        | Número de miembros |
| ------------------------------------------- | ------------------ |
| Elegidos por distritos electorales          | 264                |
| Asientos especiales reservados para mujeres | 113                |
| Cámara de Representantes de Zanzíbar        | 5                  |
| Procurador General ( Miembro ex officio )   | 1                  |
| Nominado por el Presidente                  | 10                 |
| Total                                       | 393                |